# Gråryggig strimhake
Gråryggig strimhake (Epinecrophylla spodionota) är en fågel i familjen myrfåglar inom ordningen tättingar.

## Utseende och läte
Gråryggig strimhake är en liten myrfågel. Hanen är gråaktig med svartfläckad strupe som ger släktet dess namn. Noterbart är också vitaktiga tydliga vingband samt brunt på övergump, stjärt och flanker. Honan är helt gulbrun med tydliga vingband. Sången består av en stigande och fallande serie med ljusa toner.

## Utbredning och systematik
Gråryggig strimhake delas in i två underarter med följande utbredning:
- E. s. spodionota – Andernas östsluttning från södra Colombia söderut till norra Peru (n Amazonas)
- E. s. sororia – östra Peru (söderut till Rio Marañón från San Martín till Madre de Dios)

## Levnadssätt
Gråryggig strimhake hittas i högresta och täta skogar i förberg. Där födosöker den i undervegetationen, ofta som en del av kringvandrande artblandade flockar.

## Status och hot
Arten har ett stort utbredningsområde, men tros minska i antal, dock inte tillräckligt kraftigt för att den ska betraktas som hotad. Internationella naturvårdsunionen IUCN listar arten som livskraftig (LC).